# فضایل ذهن: تحقیقی در ماهیت فضیلت و مبانی اخلاقی معرفت
فضایل ذهن: تحقیقی در ماهیت فضیلت و مبانی اخلاقی معرفت کتابی به نویسندگی لیندا ترینکاس زاگزبسکی ترجمه امیرحسین خداپرست است که در سال ۱۳۹۶ توسط نشر کرگدن به زبان فارسی منشتر شد. این کتاب در زمینه فلسفهٔ غرب بوده و در زمستان ۱۳۹۷ در فهرست نامزدهای دریافت جایزه کتاب سال قرار گرفت.
کتاب فضایل ذهن: تحقیقی در ماهیت فضیلت و مبانی اخلاقی معرفت به عنوان یکی از برگزیدگان سی و ششمین دوره کتاب سال ایران انتخاب شد.
مراسم سی و ششمین دوره جایزه کتاب سال و بیست و ششمین دوره جایزه جهانی کتاب سال با حضور حسن روحانی، رئیس‌جمهوری ایران ۱۶ بهمن ۱۳۹۷ در تالار وحدت برگزار شد.

## دربارهٔ کتاب
این کتاب به سه بخش تقسیم شده‌است. بخش نخست در باب فرا معرفت‌شناسی است. بخش دوم در باب اخلاق هنجاری و بخش سوم در باب معرفت‌شناسی هنجاری است.